# Galea leucoblephara
El cuis moro (Galea leucoblephara) es una especie de roedor de pequeño tamaño correspondiente al género Galea el cual integra la familia de los cávidos. Habita en estepas del centro-oeste y sur de Sudamérica.

## Taxonomía
Esta especie fue descrita originalmente en el año 1861 por el naturalista paleontólogo y zoólogo alemán, nacionalizado argentino, Carlos Germán Burmeister.
Relaciones filogenéticas
Durante mucho tiempo fue tratada como una subespecie de Galea musteloides Meyen, 1832 (es decir Galea musteloides leucoblephara Meyen, 1832) hasta que en el año 2010 fue elevada a especie plena, luego de un estudio en el que se empleó secuencias de un gen mitocondrial (citocromo b), quedando en consecuencia restringida Galea musteloides (sensu stricto) al altiplano de Bolivia, sur de Perú y norte de Chile.
Subdivisión
Esta especie tendría las siguientes subespecies:
- Galea leucoblephara demissa (Thomas, 1921) (poblaciones de tierras bajas al pie de los Andes bolivianos).
- Galea leucoblephara leucoblephara (Burmeister, 1861) (poblaciones septentrionales y centrales)
- Galea leucoblephara littoralis (Thomas, 1901) (poblaciones australes)
- Galea leucoblephara negrensis (Thomas, 1919) (poblaciones del sudoeste de Río Negro, noroeste de la Patagonia argentina).

## Distribución y hábitat
Esta especie de roedor se distribuyen en el centro-oeste y sur de Sudamérica, viviendo desde el nivel del mar hasta cerca de 3000 m s. n. m. en el noroeste de la Argentina en tierras bajas de Bolivia, Paraguay y por el sur hasta el extremo nordeste de Santa Cruz, en el sudeste de la Patagonia argentina.
Es frecuente bajo arbustos en arenales vegetados, ambientes húmedos y áreas forestadas abiertas.

## Características y costumbres
Presenta su pelaje un anillo periocular claro. El color general es pardusco, tirando al grisáceo en el sur.
Se alimenta de materia vegetal. Es parte de la dieta de mamíferos, reptiles y algunas aves, como la lechuza de campanario (Tyto alba); en el pasado, también de los grupos aborígenes que compartían su ecosistema.